# Graeme Lawrence
Graeme Lawrence, född 1940, är en nyzeeländsk före detta racerförare.

## Racingkarriär
Lawrence vann titeln i Tasman Series 1970, det första året som inte formel 1-stjärnorna deltog i serien, vilket naturligtvis devalverade triumfen. Han vann även de lokala föregångarna till Malaysias och Singapores Grand Prix under 1970-talet.